# Winzer (Aletshausen)

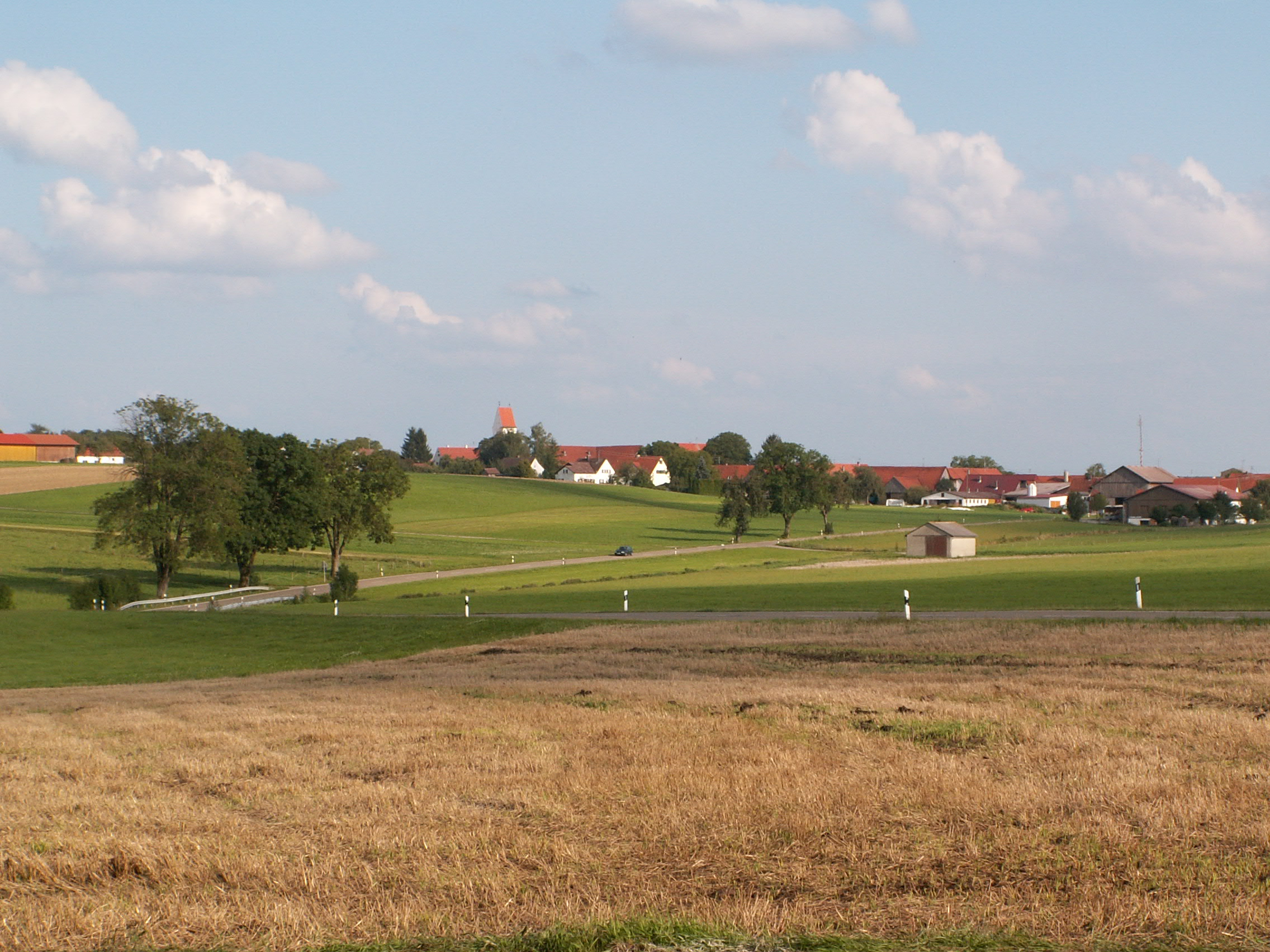
Winzer von Nordwesten

Winzer ist ein Gemeindeteil von Aletshausen im schwäbischen Landkreis Günzburg in Bayern.

## Lage
Das Dorf liegt ungefähr zweieinhalb Kilometer östlich von Aletshausen am östlichen Rand des Riedels zwischen den Tälern der Kammel westlich und der Mindel östlich. Zum Mindeltal fällt der Riedel sehr steil ab. Winzer liegt an der Kreisstraße GZ 30. Über diese und die Bundesstraße 16, auf die die Kreisstraße nördlich von Aletshausen trifft, ist das Dorf mit dem Hauptort der Gemeinde verbunden. Südlich von Winzer liegt die Quelle des ungefähr 18 Kilometer langen, bei Naichen (Gemeinde Neuburg an der Kammel) in die Kammel mündenden Haselbachs. Der Bach fließt in einem Bogen westlich um das Dorf herum. Mit 583 m ü. NHN ist Winzer das zweithöchstgelegene Dorf im Landkreis Günzburg – nur der Waltenhauser Ortsteil Weiler liegt höher.

## Ortsname
Bei der ersten urkundlichen Erwähnung des Ortes wurde dieser „Winzur“ genannt, was etwa ‚zu den Winzern, Weinbauern‘ bedeutet. Der Name deutet darauf hin, dass während des mittelalterlichen Klimaoptimums an den steilen, zum Mindeltal hin abfallenden Hängen Wein angebaut wurde, was bei dem damaligen Klima durchaus möglich gewesen sein kann.

## Geschichte
Winzer wurde im Jahr 1067 erstmals urkundlich erwähnt. Wahrscheinlich gehörte der Ort anfangs zu der benachbarten Herrschaft Hasberg, die vor dem Jahr 1316 vom Hochstift Augsburg gekauft wurde. Im Jahr 1550 gingen einige Güter in Winzer als Lehen an das Damenstift Edelstetten, die restlichen blieben bei dem Hochstift Augsburg. Diese Situation blieb gut 250 Jahre bestehen, bis der Ort im Zuge der Säkularisation zu Bayern kam.
Durch die Gebietsreform wurde am 1. Mai 1978 die bis dahin selbständige Gemeinde, zu der auch das benachbarte Dorf Gaismarkt gehörte, nach Aletshausen eingemeindet.

## Sehenswürdigkeiten

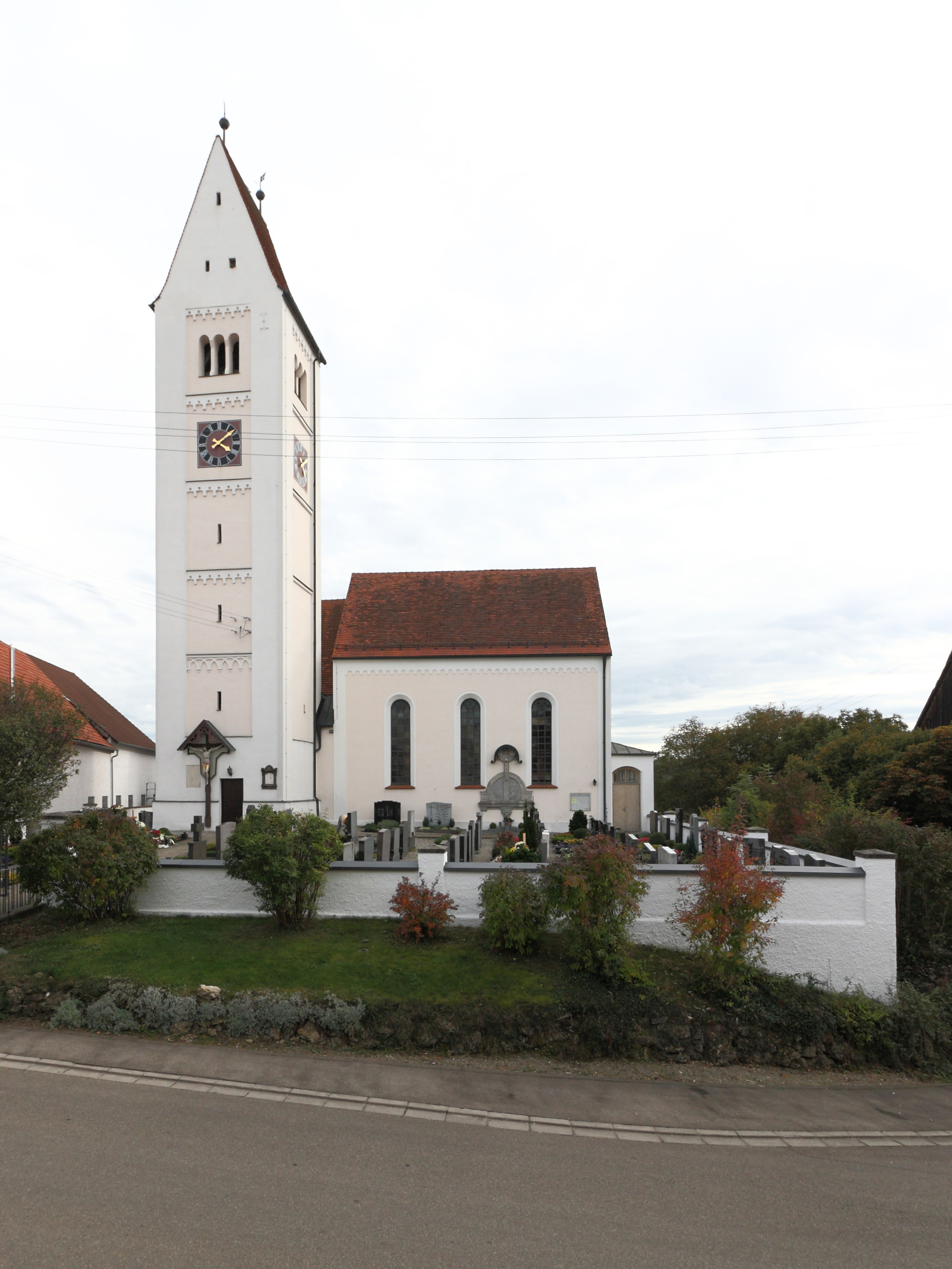
Nordansicht der Kirche

Die katholische Pfarrkirche St. Michael ist, wie das gegenüber am östlichen Talrand des Mindeltals gelegene Fuggerschloss Kirchheim, weithin sichtbar. Der Chor und der Turm der Kirche wurden in der Mitte beziehungsweise gegen Ende des 15. Jahrhunderts erbaut, das neuromanische Langhaus im Jahr 1860. Der Vorgängerbau dieses Langhauses stammte aus den 1730er Jahren. Der Neubau des Langhauses wurde wohl jedes Mal wegen der Gefahr von Hangrutschungen notwendig. Die Innenausstattung der Kirche wurde mehrmals ausgewechselt. Zwischen den Jahren 1720 bis 1734 wurde die vorher vermutlich im Stil der Gotik gehaltene Kirche barock ausgestattet. Im 19. Jahrhundert wurde diese Ausstattung durch eine neuromanische ersetzt. In den Jahren 1936/37 kam es zu einer starken Purifizierung, wodurch das Innere der Kirche heute eher schlicht wirkt.
Neben der Pfarrkirche ist auch der 1730/31 erbaute und 15 Jahre später erweiterte Pfarrhof sehenswert, der für ein relativ kleines Dorf sehr reich ausgestattet wurde. So befinden sich im Inneren im fast allen Räumen Stuckdecken. In dem Garten mit einer Streuobstwiese steht ein Gartenhaus.

## Haseltalloipe
Im Winter wird bei entsprechender Schneehöhe westlich des Ortes entlang des Haselbachs die sogenannte Haseltalloipe gespurt. Wenn es die Schneeverhältnisse zulassen, wird die Loipe nach Norden bis zur Kreisstraße GZ 7 (Niederraunau–Mindelzell) ausgedehnt. Es werden Spuren für den Skating- und den klassischen Stil präpariert. Auf der Loipe findet jedes Jahr die Langlauf-Landkreismeisterschaft statt.
Die Hochfläche bei Winzer ist im Vergleich zum Rest des Gebiets des Landkreises Günzburg besonders gut für die Anlage einer Loipe geeignet, da dort oftmals die größte Schneehöhe gemessen wird. In dem nördlichen, nicht mehr so hoch gelegenen Teil der gespurten Strecke, hält sich der Schnee ebenfalls verhältnismäßig lange, da die Loipe dort in dem engen, durch Wälder beschatteten Haseltal verläuft.